# Foley Room
Foley Room è il sesto album discografico in studio del DJ brasiliano Amon Tobin, pubblicato nel 2007.

## Tracce
1. Bloodstone – 4:13
2. Esther's – 3:21
3. Keep Your Distance – 4:48
4. The Killer's Vanilla – 4:14
5. Kitchen Sink – 4:49
6. Horsefish – 5:07
7. Foley Room – 3:37
8. Big Furry Head – 3:22
9. Ever Falling – 3:49
10. Always – 3:39
11. Straight Psyche – 6:49
12. At the End of the Day – 3:18